# Лъжици (музикален инструмент)
Лъжиците са музикален перкусионен инструмент от групата на дървените идиофонни инструменти.

## Произход и етимология на термините
Освен чисто практическото им приложение като прибори, лъжиците се използват и като музикални инструменти в инструменталната музика.
Съществуват две версии за етимологията на названието лъжица. Едната версия е че лъжица произлиза от лижа /синоним на ближа и сърбам/, другата версия е за чуждица навлязла от руския език от: 'лог'- корена на думата „ложка“, „лъжка“ който значи отверстие, падина, корито на река.
- (на италиански: cucchiai)
- (на английски: music spoons)
- (на немски: Löffel)
- (на френски: cuillers)
- (на руски: ложки)

## Устройство
Лъжиците се състоят от чашковидна основа във формата на кръг или елипса и дълга дръжка прикрепена за края ѝ. Лъжиците се изработват от дърво, месинг, сребро, метална сплав, кристал или пластмаса. В миналото са били позлатявани или изработвани от чисто злато. В музиката се използват основно дървени лъжици и в много редки случаи метални. В три различни размера малки, средни и големи.
Характерно за лъжиците които се използват като музикални инструменти че са боядисани, богато орнаментирани и покрити с лак. В руската култура освен като прибори, сувенири и музикални инструменти се възприемат и като произведение на изкуството.

## Историческо развитие и употреба
Първите данни за употребата на лъжици са върху скалните изображения на първобитните хора които са били изработвани от дърво. В древен Египет лъжиците са били изработвани от разнообразни материали и изпиcвaни с религиозни символи.
Във неолитната „Озиери“ цивилизация в Сардиния лъжиците са били изработвани от бронз. Характерно за династията „Шанг“ в Китай е изработването на лъжици от бронз с много заострен край. В античните индийски текстове като „Ригведа“ споменават употребата на лъжици и тяхното отражение. В ислямския свят лъжиците били изработвани or бронз, a в гръко-римската епоха е характерна кръглата дълбока и цилиндрична форма с дълга, тънка и заострена в края дръжка.
За средновековната епоха е характерно още изработката на лъжици от рог на различни животни. В Русия още 998 г., по времето на княз Владимир, лъжиците били изработвани от дърво или сребро. По времето на Tюдорите металните лъжици били с дълбоко орнаментирани дръжки които имали заоблен и изпъкнал навън край впоследствие използвани в Шекспировите пиеси като символ на висшето общество. Характерно за ранните английски лъжици е печата в задния им край и подвитата дъговидна дръжка първи писмен източник за употребата на лъжици датира от 1259 г.
Първите сведения за практиката да се изработват лъжици от сребро или злато в Европа е през 1300 г. в Париж по времето на френския крал Едуард I. При управлението на английския крал Чарлз II били широки, плитки и с овална форма. През епохата на възраждането били изработвани така наречените „апостолски“ лъжици които били изработвани с лика на апостолите или на Исус Христос, те се появили в началото на 15 век като подарък за християнските празници и сувенири, но добиват по-голяма популярност чак през 16 век. В началото на 18 век формата е дълга и елипсовидна. Прототипът на съвременните лъжици които се използват и до днес в Европа датира от 1760 г.

### В Американската музика
Лъжиците се използват като акомпаниращ инструмент във водевила и особено в кънтри музиката заедно с инструменти като уошборд, устнa хармоника и банджо. Характерен за Нешвил, регионите на Тексас, Южна и Северна Каролина. Може би най-известния пример за употребата на лъжици в симфоничната музика е епизодичната им поява в саундтрака на Джеймс Хорнър към филма „Титаник“, а също и в унисон заедно с кастанети във филма „Зоро“.

### В Английската музика
При английската музика е обичайно ритмичен акомпанимент на лъжици заедно с цигулка. Интересен пример може да се види и в английския сериал "Midsomer Murders" в 2 и 6 епизод където главния герой детектив Гевин Трои танцува и свири на лъжици.

### В Канадската музика
В Канада е характерно употребата на цигулка и лъжици при така наречените семейни тържества и сбирки особено в Квабек и атлантическите региони.

### В Гръцката музика
В Гърция лъжиците за популярни под названието "koutalakia" всеки танцьор държи по две лъжици във всяка ръка и свири на тях по време на своя танц. Интересен ефект са силните удари при народни танци които изискват загребващи движения с крака или тропане подобно на българския танц ко̀паница.

### В Турската музика
При турската народна музика лъжиците за известни като перкусионен инструмент под названието 'Кашък' използват се в различни фолклорни танци като например „Баликезир-зеибек“. Характерна е употребата на лъжици с много къси дръжки.

### В Руската музика
Най-голямо разпространение дървените лъжици имат в музикалния фолклор на Русия, заедно с матрьошките са едни от най-популярните сувенири в руската култура. Тук лъжиците акомпанират на инструменти като балалайката. В музиката на Беларус те имат статут на национални инструменти.

### В Българската музика
В българската народна музика лъжиците могат да бъдат видени в унисон с инструменти като зилмаша и дайре със зилове. Характерни са за някои региони на пиринската и странджанска фолклорна област. В класическата музика, често могат да бъдат видяни в партитурите на българските композитори и особено на тези които се занимават с авангардна музика. В камерната музика, лъжиците се използват от групи като перкусионен ансамбъл „Полиритмия“. Дървени лъжици използва и Филип Кутев в музиката към саундтрака на първия български цветен филм „Хитър Петър“.

## Техники на звукоизвличане
- Посредством удари на задната част на лъжиците една в друга.
- С удари на лявата ръка срещу дясната, при което лявата ръка държи една лъжица, а дясната две лъжици с различен размер.
- Когато едната ръка държи две лъжици обърнати със задния си край една към друга и удря в другата ръка която е свободна или в краката.
- Когато се използва техниката на испанските кастанети без дръжки съответно всяка ръка държи по две лъжици обърнати със задния си край една към друга.

## Звукова характеристика
Лъжиците имат остър кратък отчетлив звук без вибриране или дълго отзвучаване. Характерен е светлия тембър и окраска на дърво. Лъжиците са сходни по своето звучене с перкусионни инструменти като клавеси, кречатало, дървени и метални клепала, камшик, кости и камъни /използвани в музиката на първобитно-общинния строи/, всички видове кастанети, а също така напомнят звука на последните пластините на ксилофона във високия регистър.

## Нотиране
Нотирането на музикалните лъжици в класическата и фолклорна музика става на една линия или на четвъртото междулиние на петолинието като в началото винаги се изписва съответния размер.

## Звукови комбинации
Най-добро приложение на звука на лъжиците има при народните оркестри в комбинация с ударни инструменти като зилмаша, дайре, систрум, дървени и метални клепала, кречатало, дърмбои и др. Добра комбинация има когато дублира ритъма на тъпана и тарамбуката. В класическата музика могат да подчертават ритъма на високия щрайх, да бъдат използвани като ритмичен съпровод при дървените духови инструмнти като саксофон и флейта.
Лоша комбинация е заедно с медни духови инструменти където звука на лъжиците се губи в общата звучност. Добро приложение има заедно с ударните инструменти като клавеси, дървени и метални клепала, кречатало, кастанети, маракаси, камшик, зилмаша, дайре и гуиро в перкусионните секции на симфонични и духови оркестри.

## Репертоар
- Във фолклорните оркестри
- В симфоничните оркестри
- Във филмовата музика